# Tífis

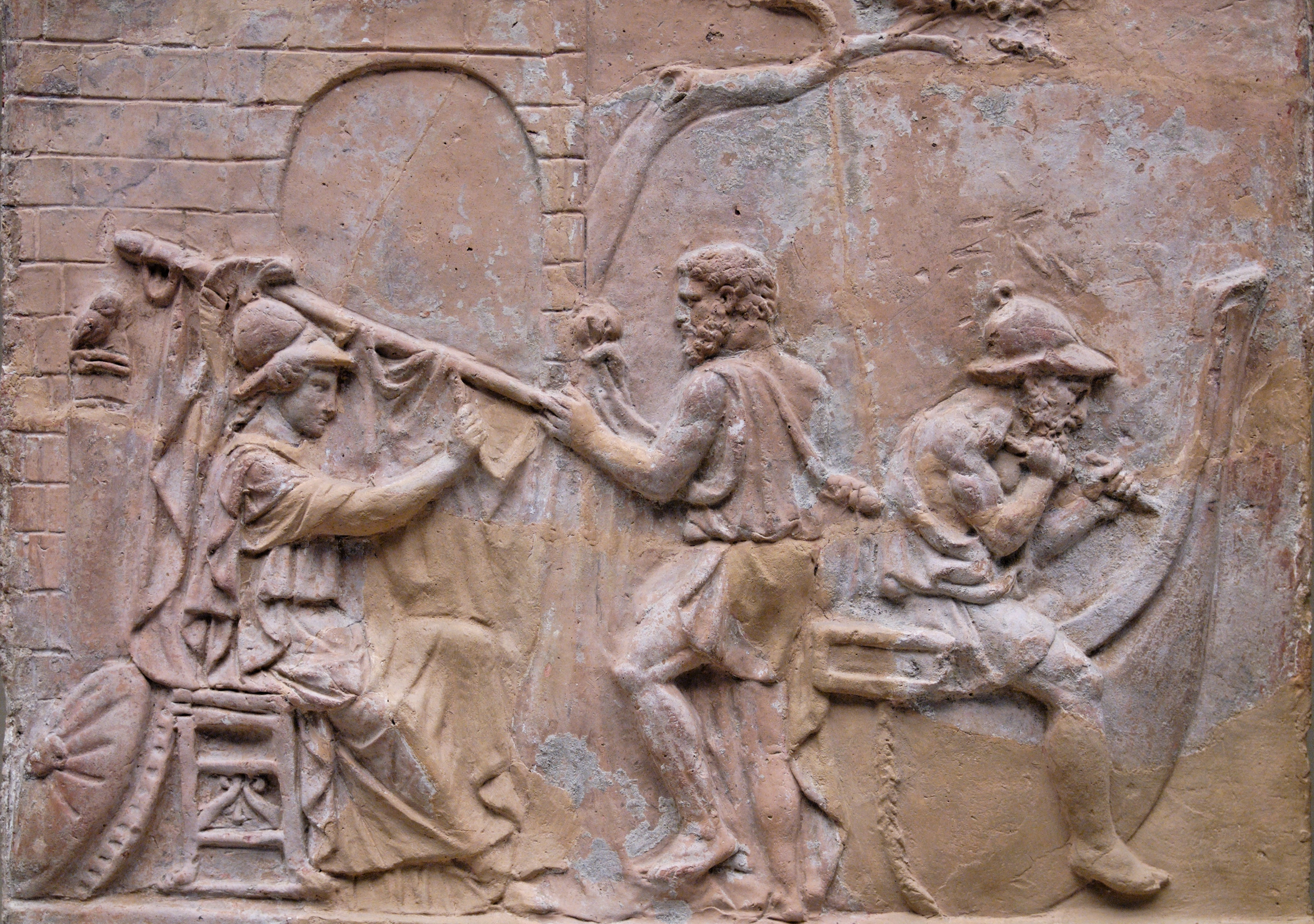
A criação da embarcação Argo é exemplificada: Atena, à esquerda, habilmente manuseia a vela; Tifys, no centro, sustenta a verga com destreza; Argos, à direita, repousa na popa. Este relevante relevo em terracota, provável arte romana do século I d.C.

Na mitologia grega, Tífis (/ˈtaɪfɪs/; Grego antigo: Τῖφυς Tîphus) foi o timoneiro dos Argonautas.